# 이지환 (배우)
이지환(2006년 3월 30일~)은 대한민국의 배우이자 모델이다. 2010년 8월 4일에, 영화 《아저씨》의 단역(장종환 역)을 통해 영화 배우(아역)로 처음 데뷔를 했다.
5세 때였던 2010년 8월 4일(水, 만4세 시절)에, 영화 《아저씨》라는 작품에 단역(장종환 역)으로 출연하여 영화 배우(아역)로 첫 데뷔를 하였으며, 그로부터 2년 훗날 2012년 10월 5일(金, 만6세 시절)에 《현대해상》이라는 첫 CF 광고 작품의 키즈 모델 등을 통하여 일약 유명세 등을 탔고, 그로부터 3년 훗날 2015년 5월 24일(日, 만9세 시절)에, SBS 서울방송 TV 드라마 《이혼변호사는 연애중》의 단역(한유람 역)을 통하여 TV 시리즈 작품에 첫 출연에 이어, 이듬해 2016년 11월 14일(月, 만10세 시절)에, 네이버 TV 시트콤 《마음의 소리》의 단역(어린 김종국 2 역)을 통하여 웹 드라마 작품에 첫 출연하였다.

## 학력
- 서울삼각산초등학교 (졸업)
- 삼각산중학교 (졸업)
- 서일문화예술고등학교 뮤지컬연기학과 (졸업)

## 출연 작품

### 연기 활동

#### 영화
- 2010년 《아저씨》[4] ... 장종환[5] 역(단역)
- 2015년 《시간이탈자》 ... 기우진 역(단역)
- 2017년 《군함도》 ... 장치백 역(단역)
- 2018년 《자전차왕 엄복동》 ... 주광철 역(단역)
- 2020년 《애비규환》 ... 윤석[6] 역(단역)
- 2021년 《보이지 않아》 ... 장희문 역(단역)

#### TV 시리즈
- 2015년 SBS 주말 특별기획 드라마 《이혼변호사는 연애중》 ... 한유람[7] 역
- 2015년 KBS2 월화 미니 시리즈 《오 마이 비너스》 ... 어린 김영준[8] 역
- 2016년 MBC 수목 드라마 《한 번 더 해피엔딩》 ... 어린 구해준[9] 역
- 2016년 SBS 수목 드라마 스페셜 《돌아와요 아저씨》 ... 어린 차재국[10] 역
- 2016년 SBS 주말 드라마 《그래, 그런거야》 ... 어린 나재현[11] 역
- 2016년 KBS2 월화 드라마 《뷰티풀 마인드》 ... 어린 유장배[12] 역
- 2016년 네이버 TV 시트콤 《마음의 소리》 ... 어린 김종국 2[13] 역
- 2016년 KBS2 월화 드라마 《우리집에 사는 남자》 ... 어린 이용규[14] 역

### 이외 단발적 연기 활동

#### CF 광고
- 2012년 《현대해상》[15]
- 2013년 《오뚜기》
- 2017년 《현대해상》[16]